# Libu
Libuerne (, R'bw, Ribou eller Labu) var en stamme fra det antikke Libyen, først omtalt i antikke egyptiske tekster fra det nye rige i Egypten, specielt fra det 19. og 20. dynasti. I en inskription beskriver Mernephat hvordan fjendtligheder brød ud mellem Egypten og Libyen, og hvordan libyerne blev besejret . Ramesses III besejrede libyerne i det femte år i sin regeringstid, og seks år senere slog libyerne sig sammen med meshwesherne og invaderede det vestlige nildelta for igen at blive besejret af egypterne. Grækerne indførte brugen af denne stammes navn om indbyggerne i "Libyen", og Nordafrika for øvrigt. Historieskriveren Herodot ville, i lighed med enkelte andre skribenter, indføre navnet for indbyggere af hele det afrikanske kontinent.